# Base (arquitectura)

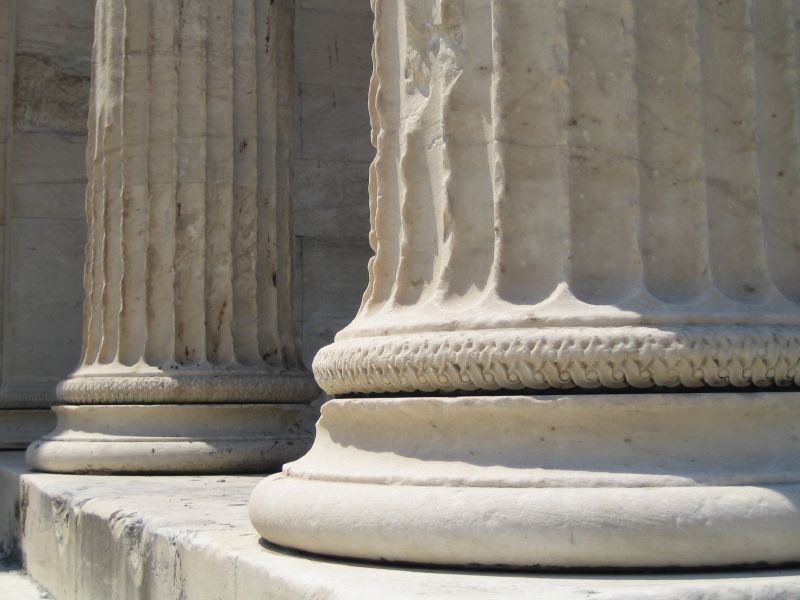
Base

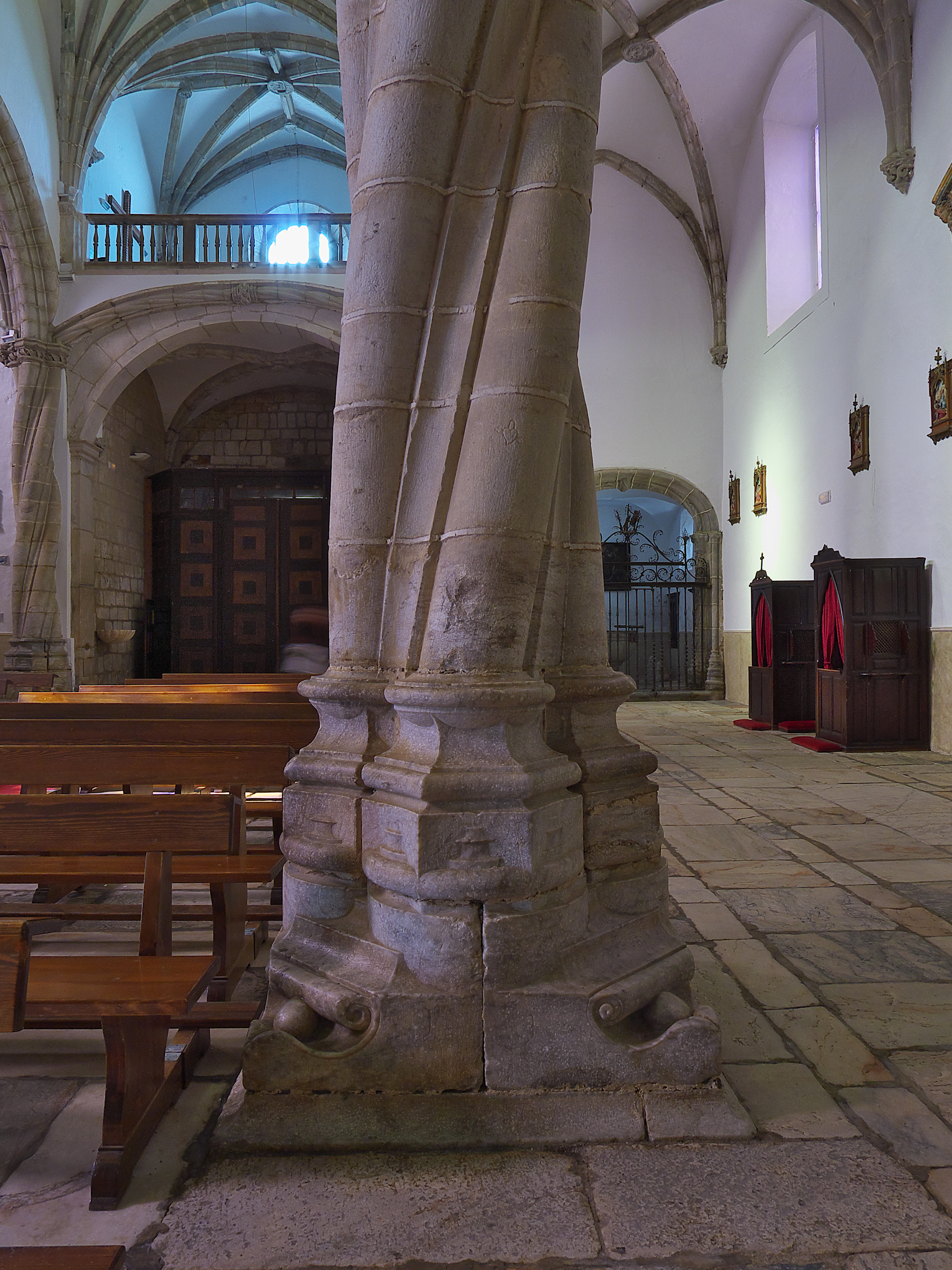
Església de Santa Maria Magdalena (Olivença). Base

Base, en arquitectura clàssica, és la part inferior de la columna, sobre la qual descansa el fust, i està compost generalment per motllures.
La base presenta formes diferents segons els ordres clàssics:
- Ordre dòric: el fust recolza directament sobre l'estilòbata.
- Ordre jònic: la base consta de plint, tor i dues escòcies amb filet i astràgal.
- Ordre corinti: la base consta de plint, tor superior, tor inferior, una escòcia, un astràgal i dos filets. Similar a la base composta.
- Ordre toscà: la base consta de plint i tor.

Es distingeixen, a més, els següents tipus de bases:
- Base àtica o aticurga: Formada per dos tors, enmig dels quals hi ha una escòcia.[1]
- Base composta: Formada per dos tors, un astràgal i dues escòcies.[1]
- Base amb filets: Amb motllures esculpides en forma de tors o cordons.
- Base continuada: Perfil de motllura que forma basament, i s'estén per tota la longitud d'un edifici i seguint el sortint de les columnes o pilastres que decoren la façana.
- Base de pedestal: La inferior de les tres parts que formen un pedestal assentada sobre el paviment.
- Base funicular: Els tors imiten cables.
- Base mutilada: Només es perfila sobre les cares laterals d'una pilastra.
- Base suspesa: Denominació que s'aplica de vegades a les mènsules.[2]